# Audion Piano

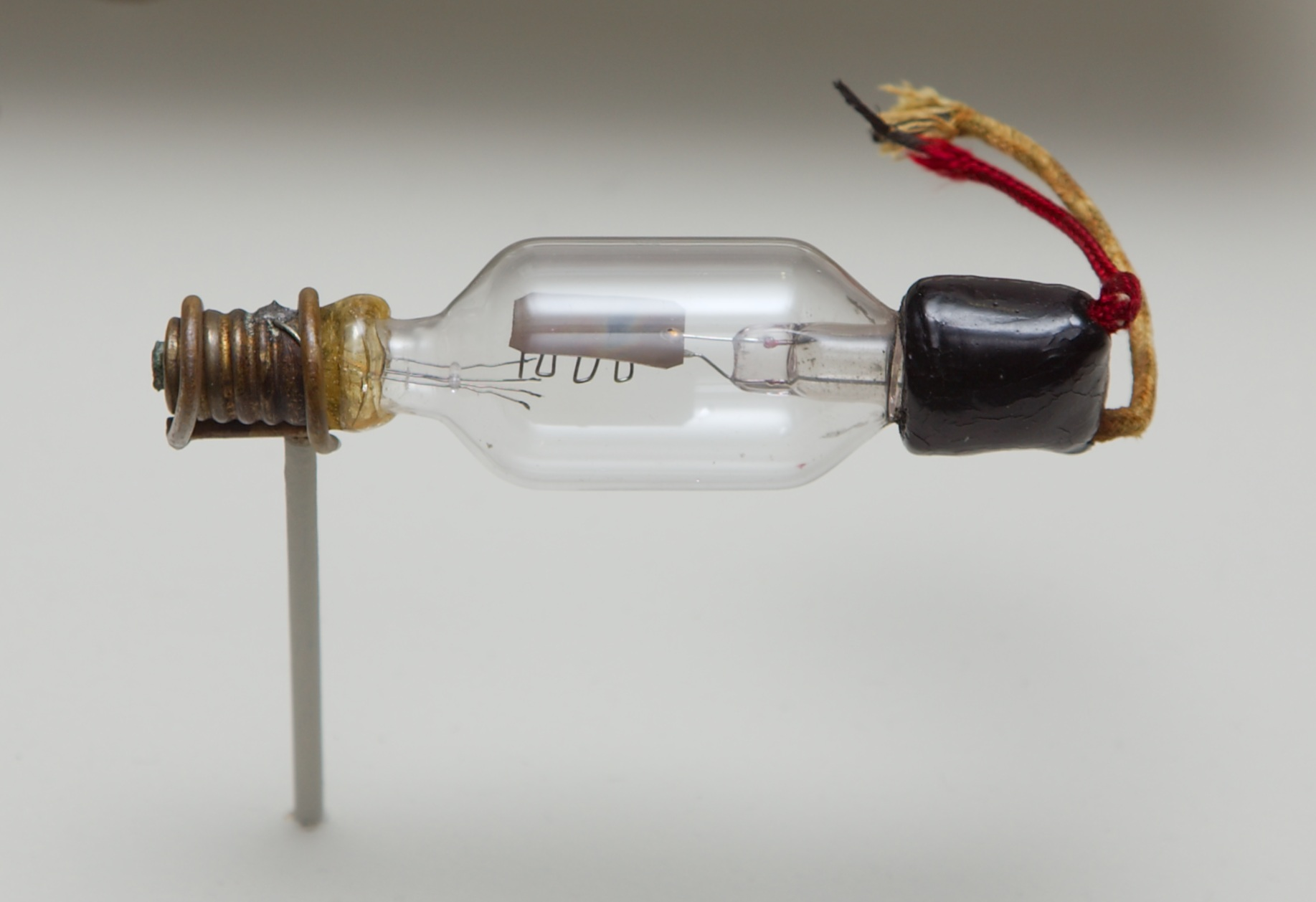
Audion von Lee De Forest (1906)

Das Audion Piano war eines der ersten elektronischen Instrumente. Das 1915 von Lee De Forest entwickelte Instrument nutzte seine Erfindung des Audions, ein Vorläufer der Vakuumröhre, und ein Keyboard, um Töne zu erzeugen. Nach de Forests Beschreibung erzeugte es Töne, die an Geige, Cello, Holzbläser, gedämpfte Blechbläser und anderes noch nie im Orchester Gehörtes erinnern. Das Instrument selbst blieb Idee, seine Entwürfe kamen nie aus einem Experimentierstadium hinaus.
In der Tonerzeugung unterschied es sich wenig vom etwas später erfundenen Theremin, beide nutzten zwei sich überlagernde Schwingkreise, von denen sich die Frequenz des einen ändern lässt, der Unterschied beider Frequenzen wird als Ton ausgegeben. De Forest entdeckte in seinem Labor 1915 die Möglichkeit mit Hilfe von Schaltkreises Töne zu erzeugen und ließ sich im selben Jahr Eletrical Means for Producing a Musical Note patentieren. Er baute ein rudimentäres Instrument, mit dem er auf jedem Audion bis zu acht verschiedene Töne erzeugen konnte. Er entdeckte, dass sich die Töne leicht durch eine Änderung der elektrischen Kapazität innerhalb der Schaltkreise änderte, die sich wiederum leicht durch einen beweglichen Kontakt oder einen Kondensator ändern ließ.
Er entdeckte das spätere Funktionsprinzip des Theremins, dass sich die Tonhöhe auch verändern ließ, wenn man eine Hand in die Nähe der Schaltung brachte oder diese berührte. Wie das Theremin konnte das Audion Piano nur einen Ton zu einem gegebenen Zeitpunkt abspielen. Es nutzte jedoch eine andere Eingabemöglichkeit. Mit Hilfe der Hand ließ sich Vibrato und ein Ansatz von Glissando erzielen, wenn man den Finger an den richtigen Stellen des Schaltkreises hielt. De Forest plante auch eine polyphone Version des Instruments, da selbst das Monophone Audion Piano aber nie über das Laborstadium bei De Forest hinauskam, kam er auch nicht zum polyphonen Instrument.